# Tomás Aránguez
Tomás Aránguez Toledano (Brazatortas (Ciudad Real), 1942- Córdoba, 6 de julio de 2013) fue un ingeniero agrícola español, presidente de la cooperativa ganadera COVAP de Pozoblanco entre 1994 y 2008.

## Biografía
Tomás Aránguez nació en Brazatortas (Ciudad Real) en 1942. Ingeniero agrónomo por la Universidad de Madrid, fue técnico de la Administración agraria entre 1969 y 1986, con puestos diversos en el Ministerio de Agricultura, en la Consejería de Agricultura de la Junta de Andalucía y en la Unión Europea en su sede de Bruselas. Fue, entre otros cargos, director general de agricultura de la Junta de Andalucía. Además, era socio de COVAP desde 1970, donde formó parte del consejo rector en 1972 y en 1983. Casado y con dos hijas, murió en el 6 de julio de 2013, a los 71 años de edad.

## Trayectoria
En el año 1987, y a propuesta de Ricardo Delgado Vizcaíno, fundador de COVAP, fue nombrado director general de la cooperativa por el consejo rector. En 1991, fue ascendido a vicepresidente de la cooperativa ganadera y tras la muerte de su fundador, en 1994, procedió a ocupar la presidencia de COVAP. En abril de 2008, fue relevado en el cargo por Ricardo Delgado Vizcaíno, hijo del presidente fundador.

## Propuesta de cambio societario
En noviembre de 2006, tras un intenso debate, los cooperativistas de COVAP rechazaron la conversión de la empresa en sociedad anónima, algo que la dirección de la cooperativa consideraba fundamental para superar las numerosas dificultades y limitaciones de creciendo. Los delegados de los cerca de 15.000 cooperativistas rechazaron la propuesta durante una tensa asamblea. Se necesitaba un 60% de apoyo de este órgano y, finalmente, sólo se alcanzó el 55,5% de los votos. La propuesta de la dirección quedaba rechazada. Aránguez creía que "desde fórmulas cooperativas” era “imposible adaptarse a los cambios que está propiciando la globalización, como la unión de las industrias agroalimentarias, para dar un mejor servicio a sus clientes o la integración del sector de la distribución".

## Grupo Caballero
Terminada una etapa de 22 años en la cooperativa pozoalbense, en julio de 2008 Tomás Aránguez se incorporó al Grupo Caballero de bebidas en calidad de presidente ejecutivo.

## Reconocimientos
- Cordobés del Año 2005, modalidad Empresas, del diario Córdoba.[8]